# Momento dipolar e geometria molecular
Uma molécula (neutra) será denominada polar se o centro de carga negativa não coincidir com o centro de carga positiva, esta situação define um dipolo e pode ser descrita como duas cargas iguais e opostas separadas uma da outra no espaço. Esta separação de cargas dá origem a um dipolo elétrico com sentido apontando do polo positivo ao negativo. Cada ligação química covalente polar presente na molécula irá contribuir para a polaridade da molécula.

## Cálculo do Momento Dipolar
Simplificadamente, o vetor momento de dipolo elétrico (µ) pode ser representado por:
sendo µ dado, p.e., em debye (D), Q a carga, p.e., em coulomb e d a distância, p.e., em Å (10−8 cm). Quando a molécula apresentar valor de µ = 0, será considerada apolar e para valor de µ ≠ 0 será designada de polar.  A unidade utilizada para expressar o momento de dipolo no Sistema Internacional é o coulomb-metro, Cm. Uma unidade ainda muito usada é o Debye, D = 3,33x10−30Cm.

## Eletronegatividade
A polaridade de uma molécula depende da eletronegatividade dos átomos envolvidos. Eletronegatividade de um elemento é o poder de um átomo atrair elétrons de um outro átomo, envolvido em uma mesma ligação química.

## Momento Dipolar e Geometria
A tabela abaixo é uma compilação de diversas fontes sobre dipolo elétrico e geometria moleculares. A tabela está em ordem crescente de dipolo elétrico µ (D).
|    | Moléculas                | µ(D) | Geometria           | Ângulo(0)   | Distâncias(Å)       |
| 1  | O2, Cl2, N2, I2, Br2, H2 | 0,00 | linear              | 180,0       |                     |
| 2  | CO2                      | 0,00 | linear              | 180,0       | 1,16                |
| 3  | CS2                      | 0,00 | linear              | 180,0       | 1,55                |
| 4  | Pl3                      | 0,00 | piramidal           | 102,0       | 2,43                |
| 5  | BF3                      | 0,00 | trigonal plana      | 120,0       | 1,31                |
| 6  | BCl3                     | 0,00 | trigonal plana      | 120,0       |                     |
| 7  | CH4                      | 0,00 | tetraédrica         | 109,5       | 1,09                |
| 8  | CHCl=CHCl(trans)         | 0,00 | trigonal plana      |             |                     |
| 9  | BeCl2                    | 0,00 | linear              |             |                     |
| 10 | BeBr2                    | 0,00 | linear              |             |                     |
| 11 | CCl4                     | 0,00 | tetraédrica         |             |                     |
| 12 | C2H2                     | 0,00 | linear              | 180,0       | C=C 1,20/ C-H 1,06  |
| 13 | SiH4                     | 0,00 | tetraédrica         |             | 1,48                |
| 14 | Si2H6                    | 0,00 |                     |             |                     |
| 15 | SiF4                     | 0,00 | tetraédrica         |             | 1,54                |
| 16 | SiCl4                    | 0,00 | tetraédrica         |             |                     |
| 17 | TiCl4                    | 0,00 | tetraédrica         |             |                     |
| 18 | SnCl4                    | 0,00 | tetraédrica         |             |                     |
| 19 | SnI4                     | 0,00 | tetraédrica         |             | 900 2,14/ 1200 2,02 |
| 20 | PCl5                     | 0,00 | bipirâmide trigonal |             |                     |
| 21 | CO                       | 0,12 | linear              | 180,0       | 1,13                |
| 22 | SbH3                     | 0,12 | piramidal           | 91,7        | 1,70                |
| 23 | NO                       | 0,13 | linear              | 180,0       | 1,15                |
| 24 | As2O3                    | 0,14 | piramidal           |             |                     |
| 25 | N2O                      | 0,17 | linear              | 180,0       | N-N 1,02/ N-O 1,19  |
| 26 | AsH3                     | 0,20 | piramidal           | 91,8        | 1,52                |
| 27 | NF3                      | 0,24 | piramidal           | 102,5       | 1,37                |
| 28 | C2N2                     | 0,30 | linear              |             | C-C 1,4/ C-N 1,16   |
| 29 | C2I2                     | 0,33 |                     |             |                     |
| 30 | C7H 8                    | 0,36 |                     |             |                     |
| 31 | NO2                      | 0,40 | angular             | 134,3       | 1,2                 |
| 32 | HI                       | 0,42 | linear              | 180,0       |                     |
| 33 | C3Cl6                    | 0,45 |                     |             |                     |
| 34 | ClI                      | 0,50 | linear              | 180,0       |                     |
| 35 | O3                       | 0,50 | angular             | 116,8       | 1,28                |
| 36 | PH3                      | 0,58 | piramidal           | 93,5        | 1,42                |
| 37 | NCl3                     | 0,60 | piramidal           | 107,1       | 1,76                |
| 38 | PBr3                     | 0,61 | piramidal           | 101,0       |                     |
| 39 | COS                      | 0,65 | linear              | 180,0       | O-C 1,16/ C-S 1,56  |
| 40 | HBr                      | 0,80 | linear              | 180,0       | 1,41                |
| 41 | ClF                      | 0,88 | linear              | 180,0       | 1,63                |
| 42 | PCl3                     | 0,90 | piramidal           | 100,0       | 2,04                |
| 43 | AsI3                     | 0,96 | piramidal           |             |                     |
| 44 | SbI3                     | 0,99 | piramidal           |             |                     |
| 45 | BrI                      | 1,00 | linear              | 180,0       |                     |
| 46 | H2S                      | 1,00 | angular             | 92,1        | 1,34                |
| 47 | PF3                      | 1,03 | piramidal           | 96,3        | 1,56                |
| 48 | HCl                      | 1,08 | linear              | 180,0       | 1,27                |
| 49 | COCl2                    | 1,17 | trigonal plana      | 111,8       | C-O 1,18/ C-Cl 1,74 |
| 50 | SOCl2                    | 1,40 | piramidal           | 96,5/107,4  | S-O 1,43/ S-Cl 2,07 |
| 51 | SbCl3                    | 1,44 | piramidal           |             |                     |
| 52 | NH3                      | 1,48 | piramidal           | 107,8       | 1,01                |
| 53 | AsBr3                    | 1,63 | piramidal           |             |                     |
| 54 | SO<su>2                  | 1,65 | angular             | 119,0       | 1,43                |
| 55 | C2H5OH                   | 1,69 |                     |             |                     |
| 56 | CH3OH                    | 1,70 |                     |             |                     |
| 57 | BH3                      | 1,73 | trigonal plana      |             |                     |
| 58 | N2H4                     | 1,84 | piramidal no N      |             |                     |
| 59 | H2O                      | 1,85 | angular             | 104,5       | 0,96                |
| 60 | CHCl=CHCl(cis)           | 1,90 | trigonal plana      |             |                     |
| 61 | CH3Cl                    | 1,90 | tetraédrica         |             |                     |
| 62 | HF                       | 1,92 | linear              | 180,0       | 0,92                |
| 63 | AsCl3                    | 2,09 | piramidal           |             |                     |
| 64 | H2O2                     | 2,10 |                     |             |                     |
| 65 | H2CO                     | 2,33 | trigonal plana      | 118,0/121,0 |                     |
| 66 | AlI3                     | 2,50 |                     |             |                     |
| 67 | AsF3                     | 2,65 |                     |             |                     |
| 68 | SbBr3                    | 2,87 | piramidal           |             |                     |
| 69 | HCN                      | 2,98 | linear              | 180,0       |                     |
| 70 | N2H2O2                   | 3,75 |                     |             |                     |
| 71 | SbCl3                    | 3,77 | piramidal           |             |                     |
| 72 | TlF                      | 4,23 | ortorrômbica        |             |                     |
| 73 | TiCl                     | 4,44 |                     |             |                     |
| 74 | AgClO4                   | 4,70 |                     |             |                     |
| 75 | AlBr3                    | 4,89 | trigonal plana      |             |                     |